# 281272 Arnaudleroy
281272 Arnaudleroy este o planetă minoră (asteroid) din centura de asteroizi. A fost descoperită pe 10 septembrie 2007 la Pic du Midi de Bigorre de observatoire du Pic du Midi de Bigorre⁠(d). 
Obiectul prezintă o orbită caracterizată de o semiaxă mare de 2,7511207956326 UAi, o excentricitate de 0,21, o înclinație de 6,9 ° în raport cu ecliptica.